# Uors-Peiden

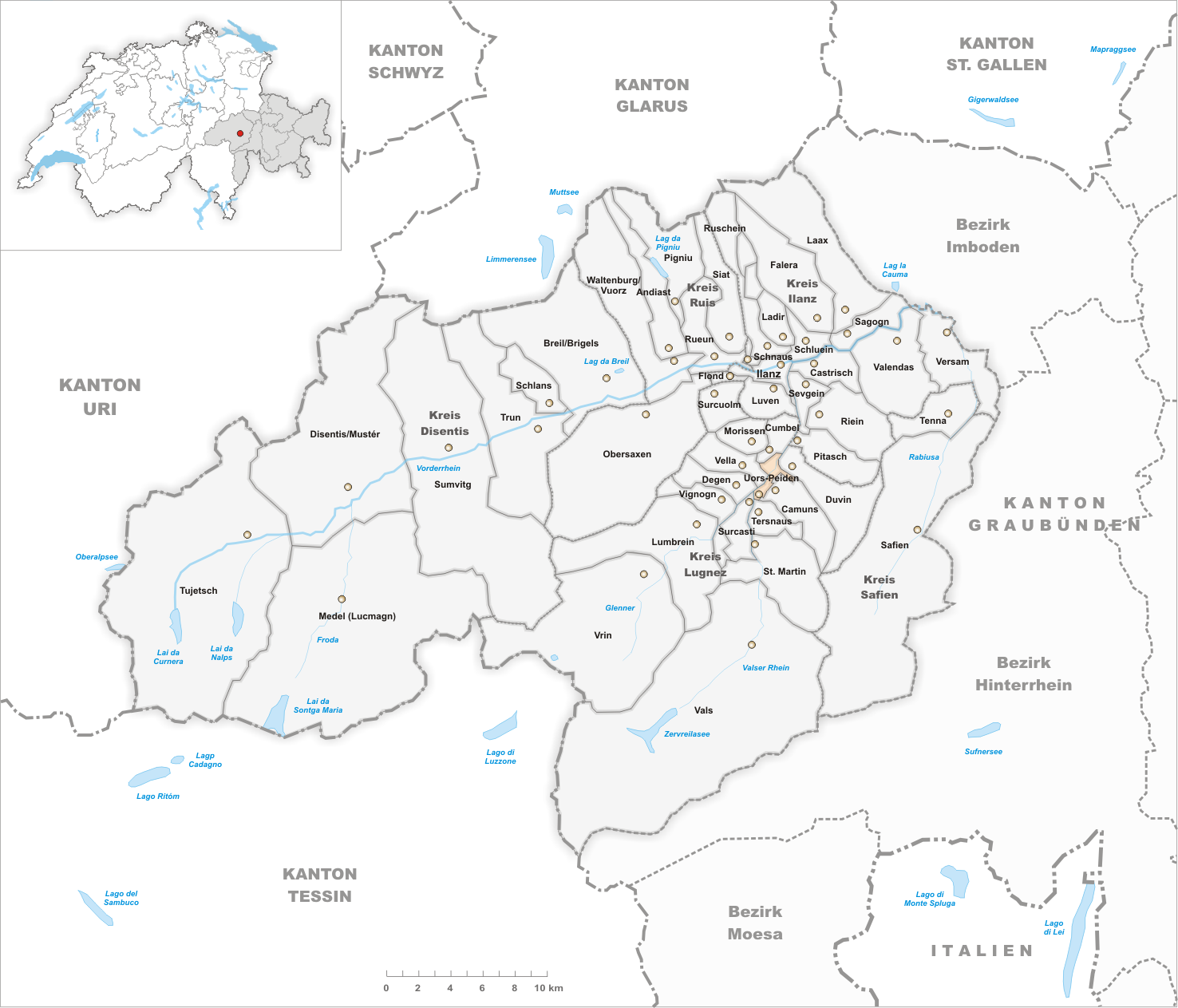
Gemeindestand vor der Fusion am 1. Januar 2002

Uors-Peiden ([ˌuə̯ʁsˈpɛɪ̯dən]ⓘ) war von 1963 bis 2002 eine politische Gemeinde im Val Lumnezia (Lugnez), Kanton Graubünden, Schweiz.

## Geschichte
Sie entstand aus der Fusion von Uors und Peiden und ging 2002 zusammen mit Camuns, Surcasti und Tersnaus in der neugebildeten Gemeinde Suraua auf. Nachbargemeinden waren Camuns, Tersnaus, Surcasti, Degen, Vella, Cumbel und Duvin. Am 1. Januar 2013 fusionierte diese wiederum mit anderen Gemeinden zur politischen Gemeinde Lumnezia.

## Wappen
Beschreibung: In Rot eine goldene (gelbe) Brunnenschale  mit vier goldenen silberbordierten Wasserstrahlen. Die Farben sind diejenigen der Sax als Lehnsherren der bischöflichen Vogtei Lugnez.

## Bevölkerung
| Bevölkerungsentwicklung | Bevölkerungsentwicklung | Bevölkerungsentwicklung |
| ----------------------- | ----------------------- | ----------------------- |
| Jahr                    | 1970                    | 2000                    |
| Einwohner               | 116                     | 90                      |

## Sehenswürdigkeiten
- Kapelle St. Karl Borromeo[1]